# Karl Friedrich Eusebius Trahndorff
Karl Friedrich Eusebius Trahndorff (* 18. Oktober 1782 in Berlin; † 15. Februar 1863 ebenda) war ein deutscher philosophischer Schriftsteller.

## Leben
Als Sohn eines Musikers besuchte Trahndorff von seinem zwölften Lebensjahre an die Schule in Oels, wohin sein Vater als Direktor der Kapelle des Herzogs von Braunschweig-Oels, Friedrich August I., berufen worden war. Er studierte von 1801 an Theologie und Philologie in Königsberg und war dann zeitlebens als Gymnasiallehrer, meist in Berlin, tätig.

## Religiös-philosophische Einordnung
Als religiös-philosophischer Schriftsteller gehörte Trahndorff zu den Supranaturalisten, die gegen den theologischen Rationalismus die Unableitbarkeit, Übernatürlichkeit und Geheimnishaftigkeit der religiösen Offenbarung auf überzogene Weise starkmachen und – in Umkehrung – die Möglichkeiten der menschlichen Vernunft, den Glaubensinhalt zu begreifen, minimieren.
Aus dieser Tendenz versteht sich auch Trahndorffs polemisches Werk Theos, nicht Cosmos!, mit dem er sich der wachsenden Popularität von Alexander von Humboldts Werk Kosmos entgegenstellen wollte, das er als unvereinbar mit der Bibel auffasste.
Trahndorffs Werk Ästhetik oder Lehre von Weltanschauung und Kunst war vor allem für die Romantiker und deren Auffassung vom „Gesamtkunstwerk“ von Bedeutung. Trahndorff scheint diesen Begriff erstmals verwendet zu haben.

## Werke
- Der Schild des heiligen Winfried, Berlin 1825
- Ästhetik oder Lehre von Weltanschauung und Kunst 2 Bde., Berlin 1827, (Digitalisat in der Google-Buchsuche).
- Ueber den Orestes der alten Tragödie und den Hamlet des Shakespeare, Berlin 1833, (Digitalisat in der Google-Buchsuche).
- Wie kann der Supranaturalismus sein Recht gegen Hegel's Religionsphilosophie behaupten?, Berlin 1840, (Digitalisat in der Google-Buchsuche).
- Schelling und Hegel oder das System Hegels als letztes Resultat des Grundirrtums in allem bisherigen Philosophieren, Berlin 1842, (Digitalisat in der Google-Buchsuche).
- Der welthistorische Zweifel, oder: Ist Gott nur Idee oder objektive Realität?, Barmen 1852, (Digitalisat in der Google-Buchsuche).
- Über die Bedeutung Berlins in der grossen Krisis unserer Zeit, Berlin 1852 (Digitalisat in der Google-Buchsuche).
- Der Mensch, das Ebenbild des dreieinigen Gottes. Versuch einer dogmatischen Berichtigung, Berlin 1853, (Digitalisat in der Google-Buchsuche).
- Theos, nicht Kosmos! Denkschrift als Zeugnis für die Wahrheit, Berlin 1859, (Digitalisat in der Google-Buchsuche).